# 鈴木藏
鈴木 藏（すずき おさむ、1934年（昭和9年）12月1日 - ）は岐阜県土岐市出身の日本の陶芸家。重要無形文化財保持者。

## 経歴
1934年、美濃焼の産地として知られる岐阜県土岐市駄知町にて、釉薬の研究者であり岐阜県の陶磁器試験場の技師でもある鈴木通雄の長男として生まれる。1953年（昭和28年）、岐阜県立多治見工業高等学校窯業科を卒業後、父・通雄が技術部長を任されていた丸幸陶苑試験室（幸兵衛窯関連会社の一般生活陶器製造会社）に入社。窯業開発研究室の助手として働きながら陶土や釉薬などについて学び、陶芸の基礎的な知識を本格的に身につける。さらに、五代目加藤幸兵衛（加藤卓男の父）から作陶の教え受け、荒川豊蔵や加藤土師萌などに師事するなど制作にも励んだ。志野焼や織部焼への関心が高く、大平、大萱、九尻にある桃山時代の古窯跡を探索してその制作技法を研究した。1959年(昭和34年）に初出品した現代日本陶芸展にて佳作を受賞。1962年（昭和37）チェコ国際陶芸展でグランプリを受賞するなどの功績をあげ、1968年（昭和43年）に独立。桃山時代の半地下式穴窯を研究した成果を取り入れた独自のガス窯を築いて焼成方法を研究するなど、現代的な技術を用いた新たな志野焼の開発に取り組む。1982年（昭和57年）には日本陶磁協会金賞を受賞、1987年（昭和62年）には芸術選奨文部大臣賞を獲得。1994年（平成6年）6月27日に重要無形文化財「志野」保持者に認定され、1995年（平成7）に紫綬褒章を受章した。2006年（平成18年）4月に旭日中綬章を受章した。2024年（令和6年）11月文化功労者。